# Concepció Ferrer
Concepció Ferrer i Casals (Ripoll, 27 de enero de 1938) es una filóloga y política española. Ha sido diputada del Parlamento de Cataluña, diputada del Parlamento Europeo y Adjunta del Defensor del Pueblo.

## Biografía
Licenciada en Filología románica por la Universidad de Barcelona. Está casada, es madre de cinco hijos y desde el año 1970 vive en Figueras, donde ha sido profesora de literatura contemporánea. En 1977 se afilió a Unión Democrática de Cataluña (UDC). En las elecciones municipales de 1979, las primeras de la democracia, fue elegida concejal del ayuntamiento de Figueras en la candidatura de CiU (Convergència i Unió). 
Más tarde, obtuvo el escaño al Parlamento de Cataluña por la circunscripción de Gerona cuando se celebraron las primeras elecciones tras la aprobación del Estatuto de Autonomía catalán, renovando mandato en 1984. En ambas ocasiones dentro de la candidatura de Convergéncia y Unión (CiU). De 1980 a 1984 ocupó el cargo de vicepresidenta primera del parlamento catalán.
De 1979 a 1987 fue miembro del Comité de Gobierno de UDC (Unió Democràtica de Catalunya), -órgano responsable de la dirección del Partido-, siendo Presidenta del mismo de 1984 a 1986. Hasta 2012 continuó en la dirección del Partido como portavoz de esta Institución. De 2008 a 2012 presidió la Comisión de Asuntos Internacionales del Partido. 
En las elecciones europeas de 1987 fue elegida diputada del Parlamento Europeo, escaño que renovó en las sucesivas convocatorias electorales hasta 2004, adscrita en el grupo demócrata-cristiano PPE Partido Popular Europeo. 
A nivel europeo, de 1985 a 1987 fue vicepresidenta de la Unión Europea Demòcrata-Cristiana y Presidenta de la Unión Europea de Mujeres Demócrata-Cristianas de 1986 a 1992. Y en el ámbito internacional vicepresidenta de la Internacional Demócrata Cristiana de 1997. 
De 1988 a 1994 fue vicepresidenta de la Delegación del Parlamento por las relaciones con los países de América del Sur y como tal participó en el control de los procesos electorales de Chile, Paraguay y Nicaragua. Como miembro de la Comisión de Cooperación al Desarrollo fue vicepresidenta de la Asamblea Parlamentaria UE-ACP que agrupa a representantes electos de los Estados ACP (África, Caribe y Pacífico) y diputados del Parlamento Europeo. El objetivo de esta Asamblea es promover los derechos humanos y la interdependencia entre el Norte y el Sur.
Asimismo, fue miembro de la Comisión de Industria y Comercio Exterior de 1994 a 2004, participó activamente como miembro de la Delegación de la Unión Europea en las Conferencias Interministeriales de la OMC Organización Mundial de Comercio en Doha y Cancún. Presidió el Foro Parlamentario Europeo del Textil y la Confección y representó al Parlamento Europeo en el Grupo de Alto Nivel del Textil y la Confección integrado por los Comisarios y Ministros del sector y representantes empresariales y sindicales de la industria textil y de la confección. El objetivo era establecer estrategias para mejorar la competitividad y capacidad exportadora.
En 2004 entró a formar parte del Comité Ejecutivo de OIDEL, organización internacional radicada en Ginebra por la defensa del derecho a la educación como derecho fundamental para el desarrollo de la persona y con estatuto consultivo ante el Consejo Económico y Social de las Naciones Unidas y el Consejo de Europa. 
Fue miembro del Consejo Asesor de la Universidad Internacional de Cataluña desde 1997 hasta 2012.
En 2012 fue elegida adjunta segunda del Defensor del Pueblo de España, responsabilidad que ejerció hasta 2022.
Es supernumeraria del Opus Dei.

## Reconocimientos
- Gran Cruz Bernardo O’Higgins en su modalidad de oro, otorgada por el Estado de Chile en 1991 para premiar los destacados servicios civiles prestados en la República de Chile.

- Premio Cruz de San Jorge en 2011 en reconocimiento a su trayectoria dentro del catalanismo y el europeísmo.

- Medalla de Honor del Parlamento de Cataluña en la categoría de oro en 2015.

## Obras
- El Parlament Europeu, motor de la construcció europea (1988)
- Nacionalisme i europeisme (1990)
- Reflexions europees (1994)
- La Utopia d'Europa (1994)
- Petita Història d'Europa (1998)
- Una veu a Europa (1999)
- Petita Història dels Drets Humans (2004)
- Torn de paraula (2004)